# Hong Song-nam
Hong Song-nam (Cheongju, 2 oktober 1924 – 31 maart 2009) was van februari 1997 tot september 2003 minister-president van Noord-Korea.
Hong Song-nam studeerde aan de Kim Il-sung Universiteit van Pyongyang. Daarna studeerde hij elektrotechnologie aan het Technisch Instituut van Praag. Sinds 1954 werkte hij als instructeur aan het Ministerie voor Zware Industrie in Pyongyang. In 1957 werd hij directeur van de Kusongfabriek. 
In 1964 werd hij lid van het Centraal Comité van de Koreaanse Arbeiderspartij. In 1971 werd hij minister van Zware Industrie. Van 1973 tot 1975 was hij vicevoorzitter van de Administratieve Raad en van 1973 tot 1977 voorzitter van de Staatsplanningcommissie.
In 1982 werd hij eerste secretaris van de Koreaanse Arbeiderspartij (CDN) in Pyongnam. In 1986 werd Song-nam lid van het Politbureau van de CDN en het jaar daarop opnieuw vicevoorzitter van de Administratieve Raad en voorzitter van de Staatsplanningcommissie. 
Van 1990 tot 1997 was hij vicepremier en van 1997 tot 2003 minister-president.
Hong Song-nam overleed op 31 maart 2009 op 84-jarige leeftijd.